# Kvås kommun
Kvås kommun (norska: Kvås kommune) var en kommun i Vest-Agder fylke i södra Norge. Kommunen omfattade den mellersta delen av nuvarande Lyngdals kommun. Byn Kvås utgjorde kommunens centralort.

## Administrativ historik
Kvås kommun upprättades den 1 januari 1909 genom utbrytning ur Lyngdals kommun. Kommunen hade 736 invånare vid upprättandet.
Den 1 januari 1963 gick Kvås kommun, tillsammans med Austads kommun och en del av Spangereids kommun, upp i Lyngdals kommun. Kommunens hade då 493 invånare.
Kommunvapnet är inofficiellt, gjort av lokalpatrioter i byn efter att den upphört att vara en egen kommun.